# 默伊登
默伊登 （荷蘭語：Muiden，讀音ⓘ）是荷兰北荷兰省的一个旧市镇，坐落于费赫特河（Vecht）口，位于费赫特斯特雷克地区（Vechtstreek，意为“费赫特河地区”）内。
默伊登于2016年1月1日与纳尔登、比瑟姆合并为新市镇“霍伊湖镇”。